# Kurt Geibel
Kurt Geibel (* 26. Januar 1931 in Stuttgart-Cannstatt; † 22. Mai 2013) war ein deutscher Chemiker und Professor für organische Chemie an der Friedrich-Alexander-Universität Erlangen-Nürnberg.

## Leben
Geibel studierte vom Sommersemester 1951 an Chemie an der Friedrich-Alexander-Universität und erhielt 1961 sein Diplom. Im Anschluss fertigte er unter Anleitung von Prof. Emil Buchta seine Dissertation zum Thema „Spirane, Oligo-Polyspirane mit Cyclobutanringen“ an und wurde am 17. Juli 1963 zum Dr. rer. nat. promoviert.
In den folgenden Jahren war er als wissenschaftlicher Assistent am „Institut für Organische Chemie“ tätig u. a. bei Aufbau und Einrichtung der Magnetischen Kernspinresonanz (NMR). Im Jahr 1970 folgte seine Habilitation und 1978 wurde er zum Extraordinarius an seiner Universität berufen.
Neben seiner Forschung betätigte sich Geibel aktiv in der akademischen Selbstverwaltung – von 1981 bis 1983 als Dekan der Naturwissenschaftlichen Fakultät II, von 1986 bis 1990 als Vizepräsident und von 1990 bis 1992 als Prorektor der Universität Erlangen-Nürnberg.
Im Jahr 1994 wurde Geibel durch Bundespräsident Richard von Weizsäcker das Bundesverdienstkreuz am Bande verliehen.
Geibels Forschungsschwerpunkte waren die überbrückten polycyclischen Systeme und die Entwicklung und Charakterisierung von Polymerwerkstoffen für den Einsatz in der Elektronik und Mikroelektronik.